# 후저우시
후저우시(한국어: 호주, 중국어 간체자: 湖州, 병음: Húzhōu)는 중화인민공화국 저장성에 위치하는 지급시이다. 《비단부, 어미지향, 문물의 보고》라고 불리고 있다.

## 지리
저장성의 북부, 태호의 남해안에 위치한다. 북쪽을 장쑤성, 서쪽을 안후이성, 남쪽을 항저우시, 동쪽을 자싱시와 접한다.

## 기후
| 후저우시의 기후                                               | 후저우시의 기후 | 후저우시의 기후 | 후저우시의 기후 | 후저우시의 기후 | 후저우시의 기후 | 후저우시의 기후 | 후저우시의 기후 | 후저우시의 기후 | 후저우시의 기후 | 후저우시의 기후 | 후저우시의 기후 | 후저우시의 기후 | 후저우시의 기후 |
| 월                                                            | 1월             | 2월             | 3월             | 4월             | 5월             | 6월             | 7월             | 8월             | 9월             | 10월            | 11월            | 12월            | 연간            |
| ------------------------------------------------------------- | --------------- | --------------- | --------------- | --------------- | --------------- | --------------- | --------------- | --------------- | --------------- | --------------- | --------------- | --------------- | --------------- |
| 역대 최고 기온 °C (°F)                                        | 23.0 (73.4)     | 28.0 (82.4)     | 32.4 (90.3)     | 33.5 (92.3)     | 36.4 (97.5)     | 37.5 (99.5)     | 39.2 (102.6)    | 39.1 (102.4)    | 37.7 (99.9)     | 33.4 (92.1)     | 27.8 (82.0)     | 24.8 (76.6)     | 39.2 (102.6)    |
| 일평균 최고 기온 °C (°F)                                      | 7.7 (45.9)      | 10.3 (50.5)     | 15.0 (59.0)     | 21.2 (70.2)     | 26.1 (79.0)     | 28.7 (83.7)     | 33.0 (91.4)     | 32.4 (90.3)     | 27.9 (82.2)     | 22.8 (73.0)     | 17.0 (62.6)     | 10.5 (50.9)     | 21.1 (69.9)     |
| 일일 평균 기온 °C (°F)                                        | 4.0 (39.2)      | 6.2 (43.2)      | 10.5 (50.9)     | 16.3 (61.3)     | 21.5 (70.7)     | 24.8 (76.6)     | 28.8 (83.8)     | 28.3 (82.9)     | 24.1 (75.4)     | 18.4 (65.1)     | 12.4 (54.3)     | 6.3 (43.3)      | 16.8 (62.2)     |
| 일평균 최저 기온 °C (°F)                                      | 1.2 (34.2)      | 3.1 (37.6)      | 6.9 (44.4)      | 12.3 (54.1)     | 17.6 (63.7)     | 21.7 (71.1)     | 25.5 (77.9)     | 25.3 (77.5)     | 21.1 (70.0)     | 15.0 (59.0)     | 8.9 (48.0)      | 3.0 (37.4)      | 13.5 (56.2)     |
| 역대 최저 기온 °C (°F)                                        | −8.0 (17.6)     | −6.5 (20.3)     | −3.0 (26.6)     | 2.0 (35.6)      | 8.6 (47.5)      | 13.8 (56.8)     | 18.5 (65.3)     | 18.9 (66.0)     | 12.1 (53.8)     | 4.0 (39.2)      | −2.9 (26.8)     | −8.5 (16.7)     | −8.5 (16.7)     |
| 평균 강수량 mm (인치)                                         | 88.2 (3.47)     | 79.1 (3.11)     | 109.7 (4.32)    | 91.9 (3.62)     | 115.1 (4.53)    | 223.9 (8.81)    | 162.2 (6.39)    | 169.9 (6.69)    | 97.4 (3.83)     | 77.6 (3.06)     | 65.2 (2.57)     | 56.0 (2.20)     | 1,336.2 (52.6)  |
| 평균 강수일수 (≥ 0.1 mm)                                      | 12.1            | 11.0            | 13.9            | 12.5            | 12.6            | 15.4            | 12.9            | 13.9            | 10.6            | 8.2             | 10.1            | 8.9             | 142.1           |
| 평균 강설일수                                                 | 3.7             | 2.4             | 1.0             | 0.1             | 0               | 0               | 0               | 0               | 0               | 0               | 0.3             | 1.2             | 8.7             |
| 평균 상대 습도 (%)                                            | 77              | 76              | 74              | 72              | 73              | 80              | 78              | 79              | 79              | 78              | 78              | 76              | 77              |
| 평균 월간 일조시간                                            | 110.3           | 110.5           | 136.3           | 159.5           | 169.1           | 126.3           | 202.6           | 194.5           | 154.2           | 158.8           | 131.7           | 128.1           | 1,781.9         |
| 가능 일조율                                                   | 34              | 35              | 36              | 41              | 40              | 30              | 47              | 48              | 42              | 45              | 42              | 41              | 40              |
| 출처: 중국기상국 (평년값: 1991년~2020년, 극값: 1981년~2010년) |                 |                 |                 |                 |                 |                 |                 |                 |                 |                 |                 |                 |                 |

## 역사
BC248년에 초나라에 의해 구청현(菰城縣)이 설치되었다. BC222년, 진나라(秦)는 이곳에 우청현(烏程縣)을 설치하였다. 266년 오나라는 현재의 후저우와 항저우, 이싱을 포함하는 우싱군(吳興郡)을 설치했다. 1983년 10월 가흥 지구가 폐지되고 후저우시가 설립된다. 602년에 수나라는 우싱을 현재의 이름인 후저우로 바꿨다. 당나라 때 후저우는 우청(烏程), 우캉(武康), 창싱(長興), 안지(安吉), 더칭(德清)의 5개 현을 관할했다. 송나라가 건국될 무렵에 구이안현이 우청현으로부터 분할되었다. 청나라 때 후저우는 우청, 궈안, 우캉, 더칭, 창싱, 안지, 샤오펑의 7개 현을 관할했다. 1949년 중화인민공화국 때 후저우는 현재의 후저우와 자싱을 포함하는 저장성 특별구 정부의 소재지가 되었다. 1983년에 후저우는 시로 승격되었다.

## 경제
후저우는 비단의 도시로 알려져있고 중국의 4개 비단 도시 중 하나이다. 주요 산업은 직물(특히 비단)과 건자재, 농업이다.

## 행정 구역
2 시할구와 3현을 관할하고 있다.
- 시할구
  - 우싱구(呉兴区)
  - 난쉰구(南浔区)
- 현
  - 더칭현(德清县)
  - 창싱현(长兴县)
  - 안지현(安吉县)

## 교통
철도
- 이항선（안후이성 이청시 - 저장성 항저우）
- 신창선（장쑤성 쉬저우 신이시 - 저장성 후저우 장싱현）
- 杭牛线（저장성 항저우 - 난징 牛头山 ）

## 자매 도시
- 대한민국 영암군
- 일본 시마다시

## 출신 인물
- 조맹부: 오흥구 출신